# Pahapilli
Koordinaten: 58° 34′ N, 22° 24′ O
Pahapilli ist ein Dorf (estnisch küla) auf der größten estnischen Insel Saaremaa. Es gehört zur Landgemeinde Saaremaa (bis 2017: Landgemeinde Mustjala) im Kreis Saare.

## Einwohnerschaft und Lage
Das Dorf hat 16 Einwohner (Stand 31. Dezember 2011).
Nahe dem Dorfkern liegt der See Endu laht.